# Испания на зимних Олимпийских играх 1988
Испания принимала участие в зимних Олимпийских играх 1988 года в Калгари (Канада) в двенадцатый раз за свою историю, но не завоевала ни одной медали. Наилучшего результата для сборной добилась горнолыжница Бланка Фернандес Очоа, занявшая 5 место в слаломе.

## Состав сборной
Испанию представляли 12 спортсменов: 5 женщин и 7 мужчин, они соревновались в 5 видах спорта:
| Вид спорта         | Мужчины | Женщины | Всего |
| ------------------ | ------- | ------- | ----- |
| Горнолыжный спорт  | 3       | 3       | 6     |
| Лыжные гонки       | 2       | 1       | 3     |
| Фигурное катание   | 0       | 1       | 1     |
| Санный спорт       | 1       | 0       | 1     |
| Прыжки с трамплина | 1       | -       | 1     |
| Всего              | 7       | 5       | 12    |

Самой юной участницей испанской сборной была 19-летняя горнолыница Айнхоа Ибарра Астелларра, самым старшим участником был 32-летний лыжник Хосе Жиро.

## Результаты

### Прыжки с трамплина
Соревнования проходили 14, 23 и 24 февраля на лыжном стадионе «Кэнмор» рядом с Калгари.
| Спортсмен   | Соревнование        | 1 прыжок  | 1 прыжок | 2 прыжок  | 2 прыжок | Результат | Результат |
| Спортсмен   | Соревнование        | Дистанция | Очки     | Дистанция | Очки     | Очки      | Место     |
| ----------- | ------------------- | --------- | -------- | --------- | -------- | --------- | --------- |
| Бернат Сола | Нормальный трамплин | 71.0      | 73.2     | 68.5      | 67.2     | 140.4     | 57        |
| Бернат Сола | Большой трамплин    | 96.5      | 78.5     | 86.0      | 60.8     | 139.3     | 51        |

### Санный спорт
| Спортсмен    | 1 заезд | 1 заезд | 2 заезд | 2 заезд | 3 заезд | 3 заезд | 4 заезд | 4 заезд | Результат | Результат |
| Спортсмен    | Время   | Место   | Время   | Место   | Время   | Место   | Время   | Место   | Время     | Место     |
| ------------ | ------- | ------- | ------- | ------- | ------- | ------- | ------- | ------- | --------- | --------- |
| Пабло Гарсиа | 48.702  | 31      | 47.953  | 29      | 48.708  | 29      | 48.115  | 25      | 3:13.478  | 29        |

### Фигурное катание

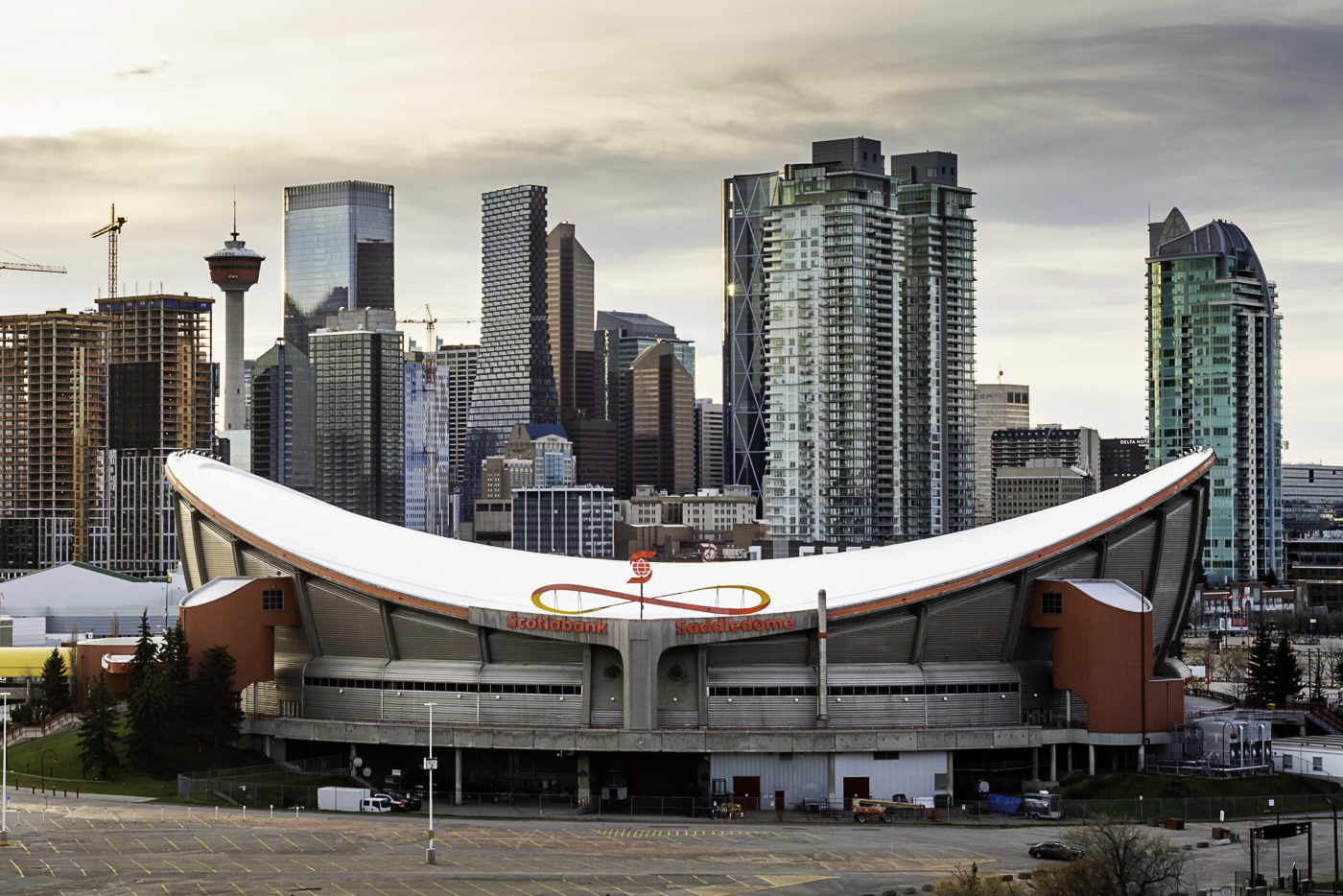
Современный вид ледового комплекса «Сэдлдоум».

Соревнования по одиночному фигурному катанию среди женщин прошли 24, 25 и 27 февраля на искусственном льду катка «Сэдлдоум».
| Спортсменка        | Обязательные фигуры | Короткая программа | Произвольная программа | Сумма мест TFP | Место в итоговом протоколе |
| ------------------ | ------------------- | ------------------ | ---------------------- | -------------- | -------------------------- |
| Ивонн Гомес Муньос | 17                  | 19                 | 17                     | 34.8           | 18                         |